# Michel Fargeot
Michel Fargeot , (1942-1987) es un escultor francés, ganador del Premio de Roma de escultura en 1967.

## Datos biográficos
Michel Fargeot nació en 1942.
Alumno de la Escuela nacional superior de Bellas Artes en París. Siendo todavía alumno de esta institución coincide en la Dordoña con Alain Deschamps; este encuentro supone una remarcable influencia en el joven, que le cita junto a Angèle Borie entre sus primeros tutores.
En 1967 resulta ganador del premio de Roma, compartiendo el galardón con la escultora Anne Houllevigue. La obra ganadora, que se conserva en la ENSBA, lleva por título Le triomphe de la mort.
Permanece pensionado como residente en la Villa Médici de Roma de 1969 a 1972. En ese periodo era Balthus el director de la Academia de Francia en Roma.
En el periodo comprendido entre 1972, año de su regreso desde Roma, hasta 1987 no tenemos información.
Fallece en 1987, a los 45 años.

## Obras
La única obra de Michel Fargeot de la que ha quedado constancia es aquella con la que ganó el prestigioso Premio de Roma . 